# Ramnes (Tønsberg)
Ramnes est un village de la municipalité de Tønsberg, dans le comté de Vestfold, en Norvège.

## Description
L'ancienne commune a été fusionnée avec l'ancienne commune de Våle le 1er janvier 2002. La nouvelle municipalité a été nommée Re. L'ancien centre municipal a été déplacé de Tingvoll juste au nord de l'église de Ramnes à Revetal. La superficie de la municipalité de Ramnes était de 137,97 km². Re a fusionné avec la municipalité de Tønsberg en 2020.
La majeure partie de sa population est liée à l'agriculture et au nouveau lotissement Bergsåsen, qui fait aujourd'hui partie de Revetal/Bergsåsen. Ramnes a un développement démographique légèrement plus faible que le reste de la municipalité.
L'église de Ramnes est une église médiévale en pierre. Elle date probablement du XIIe siècle et possède une armurerie et une tour du XVIIe siècle. Les fonts baptismaux sont du XIIe siècle, le retable, la chaire et l'épitaphe de la seconde moitié du XVIIe siècle. L'église compte 250 places.

## Galerie

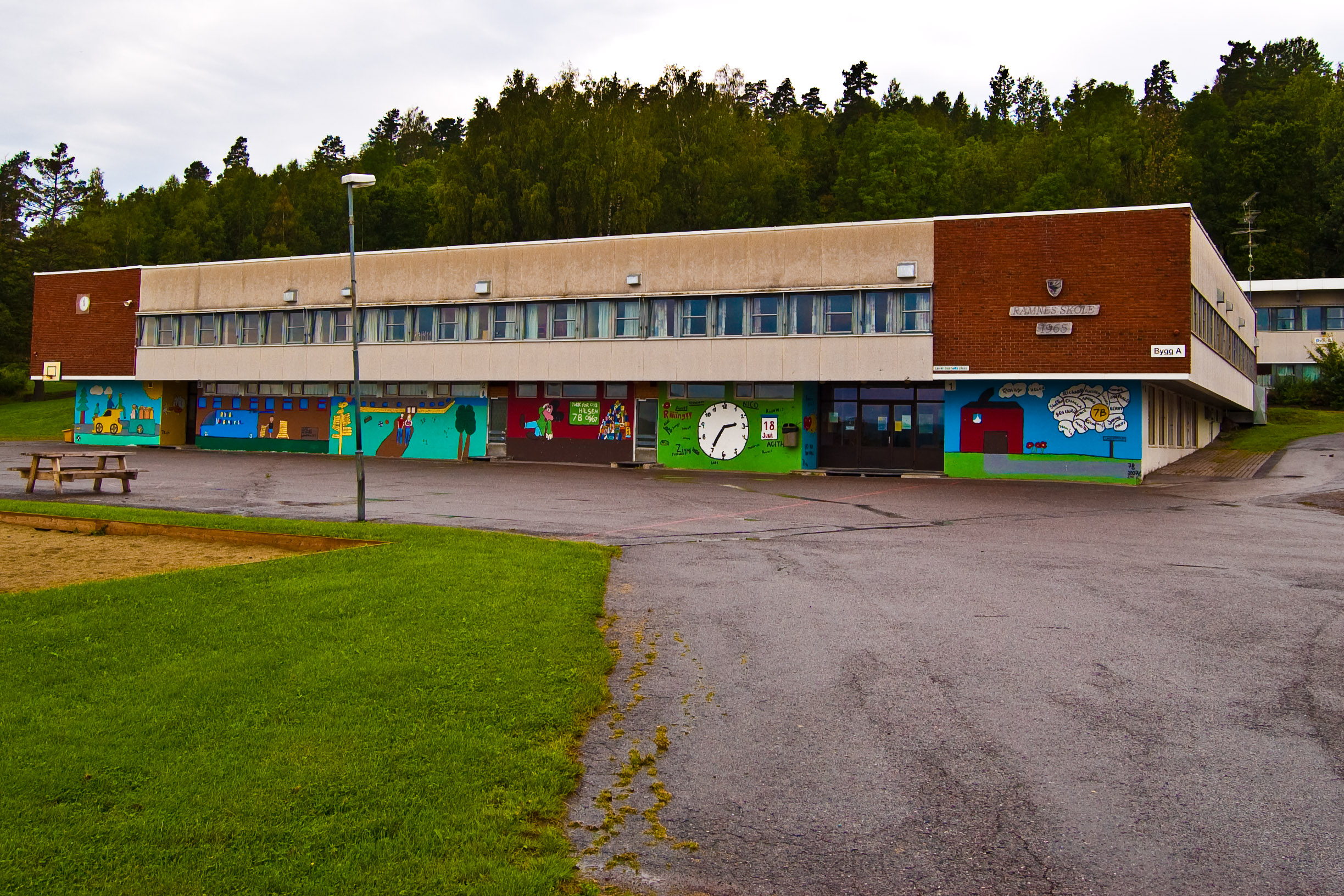
Ecole de Ramnes
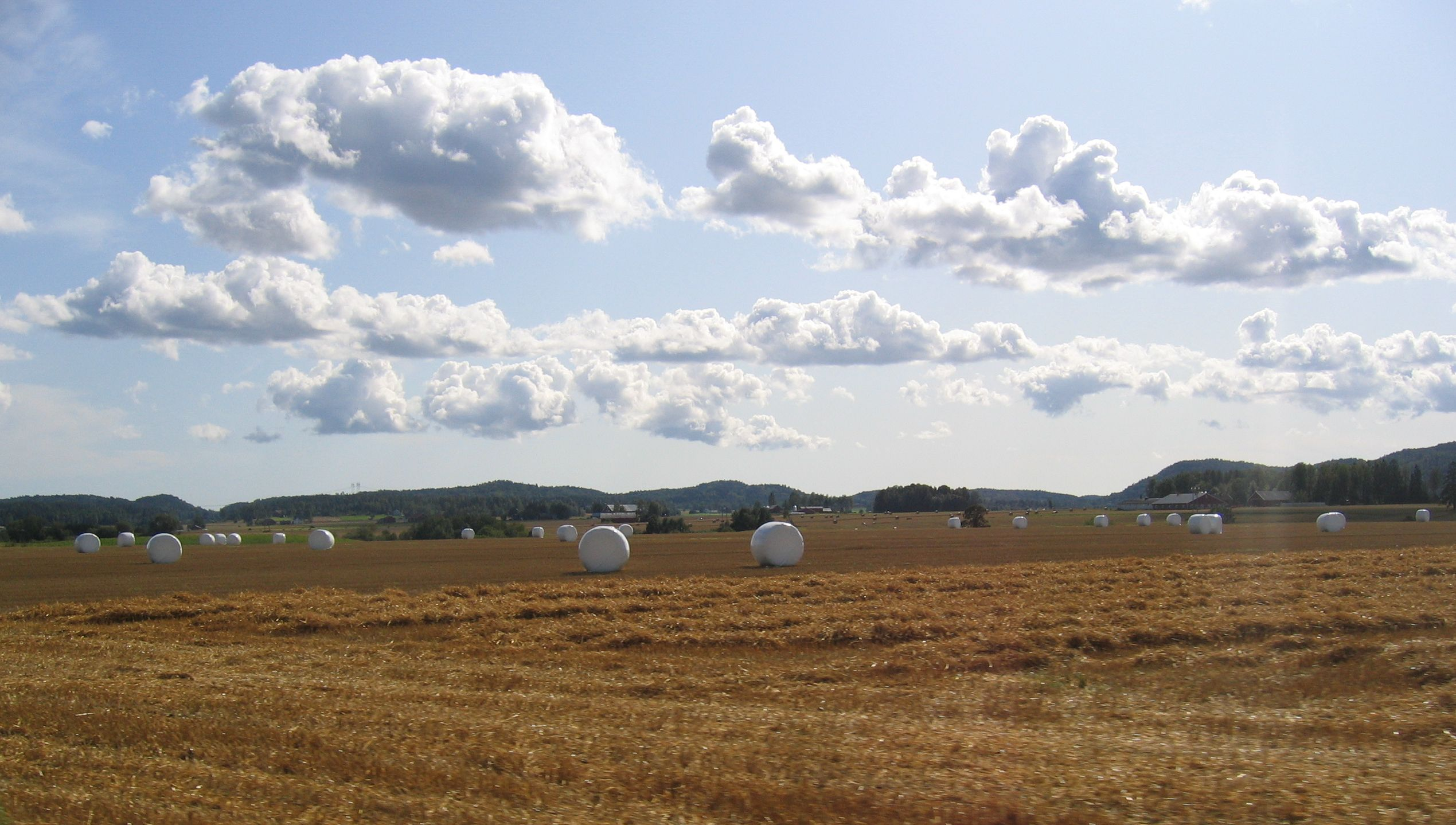
Agriculture